# Теодосий Анастасов
Теодосий Тодоров Анастасов е български писател.

## Биография
Роден е на 12 май 1895 г. във Велико Търново. Завършва основно образование в родния си град, гимназия - във Видин (1914) и Школата за запасни офицери. Участва в Първата световна война. Учителства три години във Видинско - Грамада, Българска Раковица, Ново село и др.
От 1921 г. живее в София. Работи в театър „Одеон“ и учи в Свободния университет за политически и стопански науки, днес УНСС. След завършването си (1925) е отново чиновник. Редактор е на първия студентски вестник „Студентска мисъл“ (1924). През 1924 г. във в. „Лъч“ публикува първия си разказ, „Без път“, посветен на работниците. От 1935 г. редактира заедно с Никола Никитов библиотеките „Велики българи“ (1935-1945), „Български царе“ (1937-1945) и „Художествено историческо четиво“ (1940) – издания на „Ново училище“. След 1945 г. сътрудничи на периодичния печат.
Член на Съюза на българските писатели. Умира на 22 март 1983 г. в София.